# Luisa Dánská (1875–1906)
Luisa Dánská (roz. Louise Caroline Josephine Sophie Thyra Olga; 17. února 1875 Kodaň – 4. dubna 1906 Ratibořice) byla dánská princezna, třetí dítě a nejstarší dcera Frederika VIII. a jeho manželky, Luisy Švédské.
Luisa, známá svou plachou a tichou povahou, zůstala po celý život nenápadnou členkou královské rodiny. V roce 1896 se provdala za svého bratrance z druhého kolena prince Bedřicha ze Schaumburg-Lippe, který patřil k vedlejší větvi německého knížecího rodu Schaumburg-Lippe a byl dědicem panství Náchod v Čechách. Po svatbě se s ním přestěhovala do Čech, kde v roce 1906 zemřela ve věku pouhých 31 let.

## Původ

Princezna Luisa se svou matkou, korunní princeznou Luisou.

Princezna Luisa se narodila 17. února 1875 v paláci Frederika VIII. z 18. století, který je součástí palácového komplexu Amalienborg v centru Kodaně, za vlády svého dědečka z otcovy strany, krále Kristiána IX. Byla třetím dítětem a první dcerou dánského korunního prince Frederika a jeho manželky Luisy Švédské. Její otec byl nejstarším synem dánského krále Kristiána IX. a Luisy Hesensko-Kasselské a její matka byla jedinou dcerou švédského a norského krále Karla XV. a Luisy Oranžsko-Nasavské. Byla pokřtěna jménem Louise Caroline Josephine Sophie Thyra Olga a byla známa jako princezna Luisa (jmenovkyně své matky, stejně jako její babičky z otcovy a matčiny strany).
Princezna Luisa vyrůstala spolu se svými sourozenci v dánském královském domě a vyrůstala mezi městským sídlem svých rodičů v Kodani, palácem Frederika VIII. v palácovém komplexu Amalienborg, a jejich venkovským útočištěm, palácem Charlottenlund, který se nachází na pobřeží úžiny Øresund severně od města. Na rozdíl od běžné praxe té doby, kdy královské děti vychovávaly guvernantky, vychovávala děti sama korunní princezna Luisa. Pod dohledem matky se dětem korunní princezny dostalo poměrně přísné křesťansky orientované výchovy, která se vyznačovala přísností, plněním povinností, péčí a řádem. Stejně jako její sourozenci se vzdělávala soukromě pod dohledem vychovatelů. Od dětství byla Luisa popisována jako velmi uzavřená dívka s plachou a tichou povahou. Jelikož se také v raném věku provdala a opustila Dánsko, zůstala po celý život poměrně nepovšimnutou členkou dánské královské rodiny.

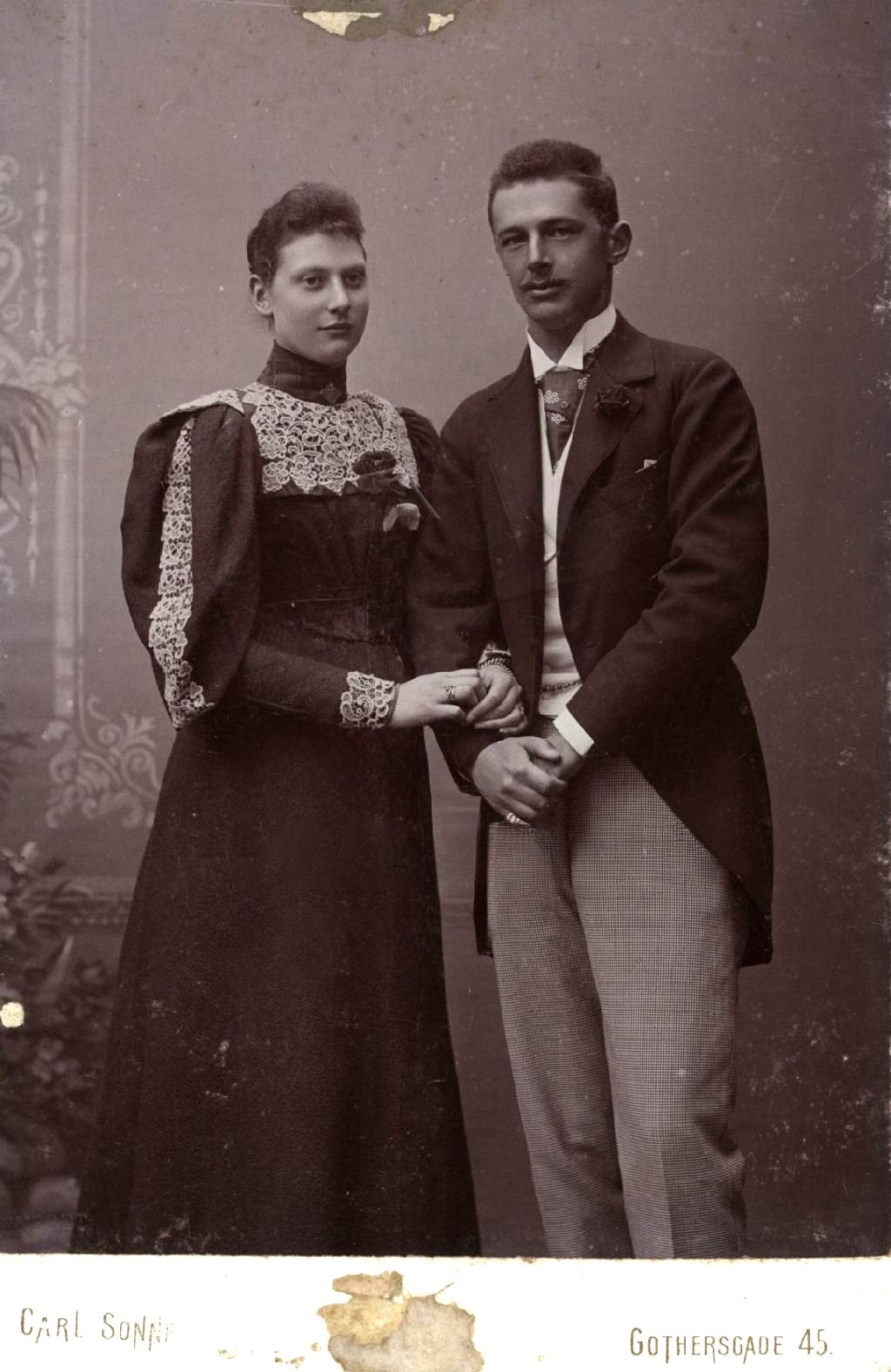
Princezna Luisa Dánská se svým manželem, princem Bedřichem ze Schaumburg-Lippe (1896)

## Manželství
Babička princezny Luisy, královna Luisa, byla známá svými úspěšnými dohazovačskými schopnostmi. Včas rozpoznala, že její vnučka má sklony k melancholii, a chtěla, aby se dobře vdala. Prostřednictvím svých německých příbuzných se královna Luisa dostala do kontaktu s vedlejší větví německého knížecího rodu Schaumburg-Lippe, který vlastnil jako sekundogenituru zámek a panství Náchod v severovýchodních Čechách. Princezna Luisa se tak seznámila se svým nevlastním bratrancem princem Bedřichem ze Schaumburg-Lippe (1868-1945). Ten byl synem prince Viléma ze Schaumburg-Lippe z manželství s princeznou Batildou z Anhalt-Dessau. Manželé se zasnoubili v roce 1894 a svatba se konala 5. května 1896 v paláci Amalienborg v Kodani.
Manželé žili na zámku Ratibořice v Čechách. Měli tři děti. Manželství však nebylo šťastné. Princezna Luisa trpěla melancholií a steskem po domově, stýskalo se jí po Dánsku a hodně času trávila na návštěvách u své rodiny, kde pobývala vždy 2 až 3 měsíce. Každoročně za ní přijížděl i její otec.

## Smrt
Princezna Luisa zemřela na zámku v Ratibořicích 4. dubna 1906, pět hodin po smrti svého tchána prince Viléma a 65 dní po svém dědečkovi z otcovy strany králi Kristiánovi IX. Oficiální příčinou smrti princezny Luisy byl „zánět mozku“ způsobený meningitidou, a to po několika týdnech nemoci. Proslýchalo se, že se pokusila utopit v zámeckém jezeře na panství svého manžela v Ratibořicích a při pokusu se nachladila, což nakonec vedlo k její smrti. Byla jediným dítětem Frederika VIII. Dánského a Luisy Švédské, které zemřelo dříve, než její rodiče.
Byla pohřbena v rodové hrobce na Vojenském hřbitově v Náchodě.

## Potomci
Fridrich a Luisa měli tři děti:
- Marie Luisa Dagmar Bathilda Šarlota (10. února 1897 – 1. října 1938), ⚭ 1916 Fridrich Zikmund Pruský (17. prosince 1891 – 6. července 1927)
- Christian (20. února 1898 – 13. července 1974), ⚭ 1937 Feodora Dánská (3. července 1910 – 17. března 1975)
- Štěpánka Alexandra Hermína Thyra Xenie Bathilda Ingeborg (19. prosince 1899 – 2. května 1925), ⚭ 1921 Viktor Adolf z Bentheimu a Steinfurtu (18. července 1883 – 4. června 1961)

## Vývod z předků
|               |                                                               |  |            |                                        |  |  |  |  |  |  |  | Fridrich Karel Ludvík Šlesvicko-Holštýnsko-Sonderbursko-Becký |
|               |                                                               |  |            |                                        |  |  |  |  |  |  |  |                                                               |
|               | Fridrich Vilém Šlesvicko-Holštýnsko-Sonderbursko-Glücksburský |  |            |                                        |  |  |  |  |  |  |  |                                                               |
|               |                                                               |  |            |                                        |  |  |  |  |  |  |  |                                                               |
|               |                                                               |  |            | Frederika Schliebenská                 |  |  |  |  |  |  |  |                                                               |
|               |                                                               |  |            |                                        |  |  |  |  |  |  |  |                                                               |
|               | Kristián IX. Dánský                                           |  |            |                                        |  |  |  |  |  |  |  |                                                               |
|               |                                                               |  |            |                                        |  |  |  |  |  |  |  |                                                               |
|               |                                                               |  |            | Karel Hesensko-Kasselský               |  |  |  |  |  |  |  |                                                               |
|               |                                                               |  |            |                                        |  |  |  |  |  |  |  |                                                               |
|               | Luisa Karolína Hesensko-Kasselská                             |  |            |                                        |  |  |  |  |  |  |  |                                                               |
|               |                                                               |  |            |                                        |  |  |  |  |  |  |  |                                                               |
|               |                                                               |  |            | Luisa Dánská a Norská                  |  |  |  |  |  |  |  |                                                               |
|               |                                                               |  |            |                                        |  |  |  |  |  |  |  |                                                               |
|               | Frederik VIII. Dánský                                         |  |            |                                        |  |  |  |  |  |  |  |                                                               |
|               |                                                               |  |            |                                        |  |  |  |  |  |  |  |                                                               |
|               |                                                               |  |            | Fridrich Hesensko-Kasselský            |  |  |  |  |  |  |  |                                                               |
|               |                                                               |  |            |                                        |  |  |  |  |  |  |  |                                                               |
|               | Vilém Hesensko-Kasselský                                      |  |            |                                        |  |  |  |  |  |  |  |                                                               |
|               |                                                               |  |            |                                        |  |  |  |  |  |  |  |                                                               |
|               |                                                               |  |            | Karolina Nasavsko-Usingenská           |  |  |  |  |  |  |  |                                                               |
|               |                                                               |  |            |                                        |  |  |  |  |  |  |  |                                                               |
|               | Luisa Hesensko-Kasselská                                      |  |            |                                        |  |  |  |  |  |  |  |                                                               |
|               |                                                               |  |            |                                        |  |  |  |  |  |  |  |                                                               |
|               |                                                               |  |            | Frederik Dánský                        |  |  |  |  |  |  |  |                                                               |
|               |                                                               |  |            |                                        |  |  |  |  |  |  |  |                                                               |
|               | Luisa Šarlota Dánská                                          |  |            |                                        |  |  |  |  |  |  |  |                                                               |
|               |                                                               |  |            |                                        |  |  |  |  |  |  |  |                                                               |
|               |                                                               |  |            | Žofie Frederika Meklenbursko-Zvěřínská |  |  |  |  |  |  |  |                                                               |
|               |                                                               |  |            |                                        |  |  |  |  |  |  |  |                                                               |
| Louisa Dánská |                                                               |  |            |                                        |  |  |  |  |  |  |  |                                                               |
|               |                                                               |  |            |                                        |  |  |  |  |  |  |  |                                                               |
|               |                                                               |  | Karel XIV. |                                        |  |  |  |  |  |  |  |                                                               |
|               |                                                               |  |            |                                        |  |  |  |  |  |  |  |                                                               |
|               | Oskar I.                                                      |  |            |                                        |  |  |  |  |  |  |  |                                                               |
|               |                                                               |  |            |                                        |  |  |  |  |  |  |  |                                                               |
|               |                                                               |  |            | Désirée Clary                          |  |  |  |  |  |  |  |                                                               |
|               |                                                               |  |            |                                        |  |  |  |  |  |  |  |                                                               |
|               | Karel XV. Švédský                                             |  |            |                                        |  |  |  |  |  |  |  |                                                               |
|               |                                                               |  |            |                                        |  |  |  |  |  |  |  |                                                               |
|               |                                                               |  |            | Evžen de Beauharnais                   |  |  |  |  |  |  |  |                                                               |
|               |                                                               |  |            |                                        |  |  |  |  |  |  |  |                                                               |
|               | Joséphine de Beauharnaisová mladší                            |  |            |                                        |  |  |  |  |  |  |  |                                                               |
|               |                                                               |  |            |                                        |  |  |  |  |  |  |  |                                                               |
|               |                                                               |  |            | Augusta Bavorská                       |  |  |  |  |  |  |  |                                                               |
|               |                                                               |  |            |                                        |  |  |  |  |  |  |  |                                                               |
|               | Luisa Švédská                                                 |  |            |                                        |  |  |  |  |  |  |  |                                                               |
|               |                                                               |  |            |                                        |  |  |  |  |  |  |  |                                                               |
|               |                                                               |  |            | Vilém I. Nizozemský                    |  |  |  |  |  |  |  |                                                               |
|               |                                                               |  |            |                                        |  |  |  |  |  |  |  |                                                               |
|               | Fridrich Oranžsko-Nasavský                                    |  |            |                                        |  |  |  |  |  |  |  |                                                               |
|               |                                                               |  |            |                                        |  |  |  |  |  |  |  |                                                               |
|               |                                                               |  |            | Vilemína Pruská                        |  |  |  |  |  |  |  |                                                               |
|               |                                                               |  |            |                                        |  |  |  |  |  |  |  |                                                               |
|               | Luisa Oranžsko-Nasavská                                       |  |            |                                        |  |  |  |  |  |  |  |                                                               |
|               |                                                               |  |            |                                        |  |  |  |  |  |  |  |                                                               |
|               |                                                               |  |            | Fridrich Vilém III. Pruský             |  |  |  |  |  |  |  |                                                               |
|               |                                                               |  |            |                                        |  |  |  |  |  |  |  |                                                               |
|               | Luisa Pruská                                                  |  |            |                                        |  |  |  |  |  |  |  |                                                               |
|               |                                                               |  |            |                                        |  |  |  |  |  |  |  |                                                               |
|               |                                                               |  |            | Luisa Meklenbursko-Střelická           |  |  |  |  |  |  |  |                                                               |
|               |                                                               |  |            |                                        |  |  |  |  |  |  |  |                                                               |